# Alchemilla bakurianica
Alchemilla bakurianica är en rosväxtart som beskrevs av Dmitrii Ivanovich Sosnowsky. Alchemilla bakurianica ingår i släktet daggkåpor, och familjen rosväxter. Inga underarter finns listade i Catalogue of Life.